# Leonardo Santamaría Gaitán
Leonardo Santamaría Gaitán (1960-2017) était un officier de marine colombien, amiral de la marine nationale colombienne et chef d’état-major de cette institution.

## Biographie
Leonardo Santamaría Gaitán est né le 15 juillet 1960 dans la ville de Barranquilla, dans l’Atlántico. En 1977, il entre à l’école des cadets de marine « Almirante Padilla ». Il a obtenu son diplôme et le grade de lieutenant de vaisseau le 1er juin 1981. Il a occupé divers postes tels que chef des opérations navales, commandant de la Force navale des Caraïbes, attaché naval au Royaume-Uni et représentant permanent de la Colombie auprès de l’Organisation maritime internationale (OMI). Il a également représenté la Colombie auprès de l’Organisation hydrographique internationale (OHI) et de la Commission de Viña del Mar, du Comité andin des autorités de transport par eau (CAATA) et du Réseau opérationnel de coopération régionale entre les autorités maritimes (ROCRAM),,.
En 2015, il a été nommé chef d’état-major de la marine nationale, poste qu’il a occupé jusqu’à sa mort le 19 mai 2017 à Bogota à l’âge de 53 ans, des suites d’une crise cardiaque.

## Distinctions
- Ordre du Mérite militaire Antonio Nariño avec le grade de Commandeur et d’Officier
- Ordre du Mérite naval Almirante Padilla avec le grade de Commandeur et d’Officier
- Croix du Mérite aéronautique de l'Armée de l'air au grade de Commandeur
- Ordre du Mérite du Chili
- Médaille pour services distingués dans la Marine Nationale
- Médaille des services distingués rendus dans la Force de surface
- Médaille militaire Francisco José de Caldas pour l’effort et la consécration
- Médaille militaire Escuela Superior de Guerra
- Ordre du Mérite militaire José María Córdova
- Médaille de la Croix du Mérite du Département administratif de la sécurité[1],[4],[5]